# May It Be
May It Be é uma canção da cantora irlandesa Enya, composta em 2001 e lançada como single em 2002. A canção tem trechos cantados em Quenya, uma língua artificial fictícia criada por J. R. R. Tolkien.
A canção faz parte da trilogia cinematográfica do filme The Lord of the Rings: The Fellowship of the Ring (2001). A canção concorreu ao Oscar de melhor canção original em 2002 mas acabou perdendo para a canção de Randy Newman - "If I Didn't Have You" - do filme Monsters, Inc. da empresa de animação Pixar.

## Faixas
1. "May It Be" (3:31)
2. "Isobella" (4:27)
3. "The First of Autumn" (3:09)

## Versões cover
Existem diversas versões cover da canção, entre outros:
- Hayley Westenra, álbum Odyssey (2005)
- Kiri Te Kanawa
- Celtic Woman, 2006
- Angelis, álbum  Angelis (2006)
- Uruk-hai, álbum Northern Lights
- Lex van Someren, álbum Christmas Every Day (2006)
- Sofia Källgren, álbum Cinema Paradiso (2008)
- Jackie Evancho, álbum Two Hearts (2017)

## Desempenho nas paradas
| País          | Posição |
| ------------- | ------- |
| Eurochart     | 10      |
| Áustria       | 12      |
| Dinamarca     | 19      |
| Finlândia     | 7       |
| França        | 43      |
| Alemanha      | 1       |
| Irlanda       | 30      |
| Israel        | 20      |
| Itália        | 12      |
| Países Baixos | 60      |
| Portugal      | 15      |
| Reino Unido   | 50      |
| Suécia        | 16      |
| Suíça         | 24      |
| Hungria       | 9       |

## Prêmios e Indicações
| Ano  | Prêmio/Indicação                          | Notas | Resultado | Ref.   |
| ---- | ----------------------------------------- | --- | --------- | ------ |
| 2002 | Oscar                                     | Academy Award for Best Original Song (Oscar de melhor canção original)                                                                             | Indicado  | [ 16 ] |
| 2002 | Golden Globe Award                        | Best Original Song (Melhor Canção Original) | Indicado  | [ 17 ] |
| 2002 | Broadcast Film Critics Association Awards | Best Song (Melhor Canção) | Venceu    | [ 18 ] |
| 2002 | Sierra Award                              | Best Song (Melhor Canção) | Venceu    | [ 16 ] |
| 2002 | PFCS Award                                | Best Original Song (Melhor Canção Original) | Venceu    | [ 19 ] |
| 2002 | Las Vegas Film Critic Society Award       | Best Original Song (Melhor Canção Original) | Venceu    | [ 20 ] |
| 2002 | Phoenix Film Critics Society              | Best Original Song (Melhor Canção Original) | Venceu    | [ 21 ] |
| 2002 | Broadcast Film Critics Association        | Best Song (Melhor Canção) | Venceu    | [ 20 ] |
| 2003 | Grammy Awards                             | Best Song Written for a Motion Picture, Television or Other Visual Media (Melhor canção escrita para um filme, Televisão ou outras mídias visuais) | Indicado  | [ 16 ] |